# Mount Lopez
Mount Lopez ist ein Gipfel der Walker Mountains auf der Thurston-Insel vor der Eights-Küste des westantarktischen Ellsworthlands. Er befindet sich etwa 8 km östlich des Landfall Peak.
Der Berg wurde erstmals auf Luftaufnahmen erfasst, die im Rahmen der Operation Highjump in den Jahren von 1946 bis 1947 aufgenommen wurden. Das Advisory Committee on Antarctic Names benannte den Berg 1960 nach Fähnrich Maxwell Albert Lopez (1926–1946), der im Zuge der Operation Highjump am 30. Dezember 1946 beim Absturz des Flugbootes George 1 vom Typ Martin PBM Mariner auf der Noville-Halbinsel im Norden der Thurston-Insel ums Leben kam.